# Margana
Margana, Marganas o Marganeos  (en griego, Μάργανα, Μαργανεῖς) es el nombre de una antigua ciudad situada en la región griega de Élide.
Sus habitantes son citados por Jenofonte en el marco de la guerra contra Élide de los espartanos y sus aliados dirigidos por Agis II hacia el año 399 a. C. Los marganeos, junto a los habitantes de otras ciudades de su entorno, se unieron al ejército de Agis y tras el fin de las hostilidades, Élide se vio obligada a perder el dominio de esas ciudades y concederles la libertad, entre ellas Margana.
Posteriormente sus habitantes también formaron parte del ejército lacedemonio que luchó el año 394 a. C. en la batalla de Nemea.
Era una ciudad perteneciente a Élide cuando en el año 365 a. C. fue tomada por los arcadios pero poco después fue de nuevo ocupada por los eleos.
Estrabón menciona que algunos eran de la opinión de que la homérica ciudad de Epi debía identificarse con Marganas, y que esta se encontraba en territorio de Anfidolia.